# Lathyrus colchicus
Lathyrus colchicus är en ärtväxtart som beskrevs av Vladimir Ippolitovich Lipsky. Lathyrus colchicus ingår i släktet vialer, och familjen ärtväxter. Inga underarter finns listade i Catalogue of Life.